# Šiljkovača (Velika Kladuša)
Šiljkovača falu Bosznia-Hercegovinában, a Bosznia-hercegovinai Föderáció Una-Szanai kantonjában. Közigazgatásilag Velika Kladušához tartozik.

## Fekvése
Bosznia-Hercegovina északnyugati részén, Bihácstól légvonalban 35, közúton 54 km-re északra, Velika Kladušától légvonalban 4, közúton 7 km-re délre, az azonos nevű patak völgyében, a horvát határ mellett fekszik. 

## Népessége
| Nemzetiségi csoport | Népesség 1991 | Népesség 2013 |
| ------------------- | ------------- | ------------- |
| Szerb               | 91            | 0             |
| Bosnyák             | 376           | 346           |
| Horvát              | 87            | 36            |
| Jugoszláv           | 8             | 0             |
| Egyéb               | 3             | 43            |
| Összesen            | 565           | 425           |

## Oktatás
A körzeti iskola épülete még 1972-ben épült. Az elmúlt néhány évben sokat dolgoztak az épület felújításán. Megoldották az iskola vizesblokkjának problémáját, ablakokat cseréltek, és az iskola játszóterét is felújították. 2007-ben közel 30 diák járt ebbe az iskolába, de évről évre érezhető a létszámcsökkenés. 2014-ben az iskolának már csak 8 tanulója volt.

## Nevezetességei
A faluban sport- és rekreációs központ található.